# Lítla Dímun
Lítla Dímun (dán.: Lille Dimon, čes.: Malý Dímun) je nejmenší a jediný neobydlený Faerský ostrov. Má rozlohu 0,82 km².
Nachází se mezi ostrovy Stóra Dímun 5 km severně a Suðuroy 11 km západně od ostrova. Ostrov je možno vidět z ostrova Suðuroy z vesnic Hvalba a Sandvík. Ostrov má pouze jeden vrchol se jménem Rávan, který je 414 metrů vysoký. Ostrov je obývaný pouze ovcemi a ptáky.

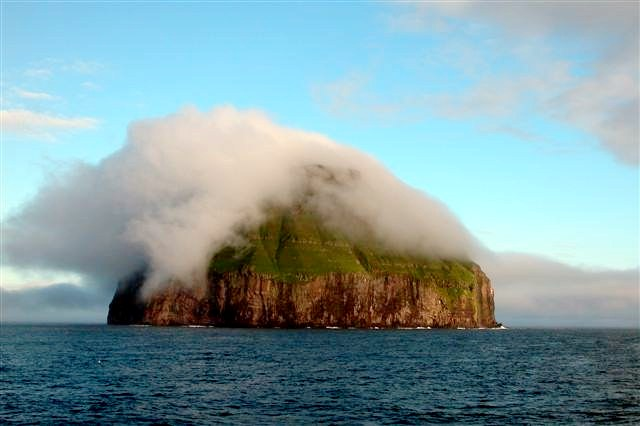
Lítla Dímun
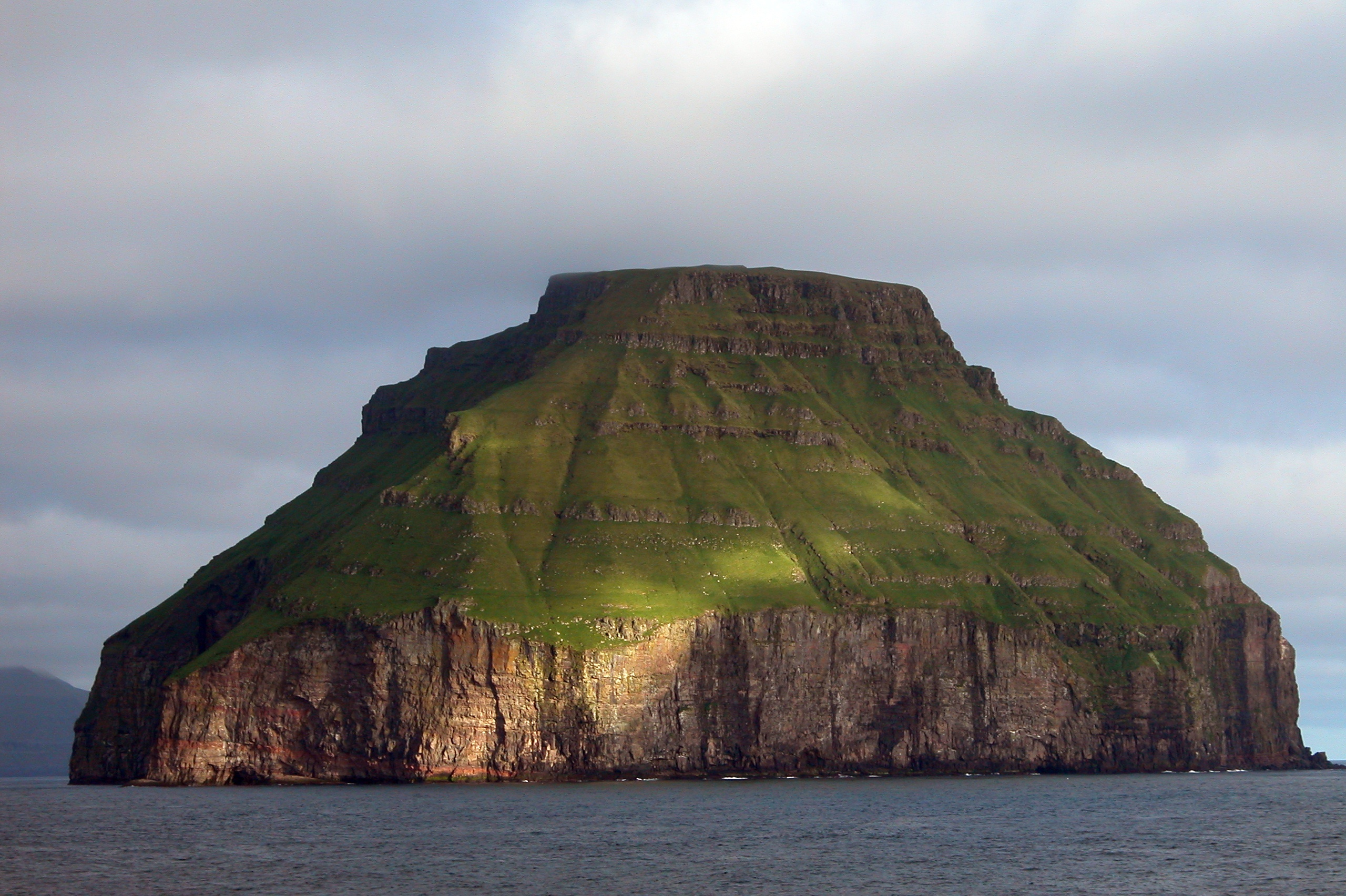
Lítla Dímun